# Sisipho Ngodwana
Sisipho Ngodwana, née en 1993 au Cap en Afrique du Sud, est une artiste plasticienne sud-africaine.

## Biographie
Sisipho Ngodwana obtient une licence en beaux-arts à la Michaelis School of Fine Art de l'Université du Cap en 2015. En 2014, elle est lauréate du prix Hayden Lubisi. Elle travaille comme associée à la Stevenson Gallery, située au Cap,. 

## Carrière artistique
En 2016, Sisipho Ngodwana réalise une exposition basée sur le roman The Quiet Violence of Dreams de K. Sello Duiker, publié en 2001.
Elle est l'une des membres fondatrices du collectif d'artistes iQhiya, qui réunit des femmes artistes noires basées en Afrique du Sud.

## Expositions collectives
- iQhiya, The KwaZulu-Natal Society of the Arts, Afrique du Sud, 25 juillet - 12 août 2017
- Know this place ?, The KwaZulu-Natal Society of the Arts, Afrique du Sud, 3 Octobre- 10 Novembre 2019